# Sainte-Julie (Quebec)
Sainte-Julie es una ciudad de la provincia de Quebec, Canadá. Es una de las ciudades que conforman la Comunidad metropolitana de Montreal y se encuentra en el condado regional de Marguerite-D'Youville y a su vez, en la región administrativa de Montérégie. Hace parte de las circunscripciones electorales de Marguerite-D'Youville a nivel provincial y de Verchères−Les Patriotes a nivel federal.

## Geografía
Sainte-Julie se encuentra ubicada en las coordenadas 45°36′00″N 73°20′00″O / 45.60000, -73.33333. Según Statistics Canada, tiene una superficie total de 49,53 km² y es una de las 1135 municipalidades en las que está dividido administrativamente el territorio de la provincia de Quebec.

## Demografía
Según el censo de 2011, había 30 104 personas residiendo en esta ciudad con una densidad poblacional de 607,8 hab./km². Los datos del censo mostraron que de las 29 079 personas censadas en 2006, en 2011 hubo un aumento poblacional de 1025 habitantes (3,5%). El número total de inmuebles particulares resultó de 10 914 con una densidad de 220,35 inmuebles por km². El número total de viviendas particulares que se encontraban ocupadas por residentes habituales fue de 10 781.